# 成都东软学院
30°53′27″N 103°35′14″E / 30.89095°N 103.5873°E
成都东软学院是一家位于四川省成都市都江堰市以IT教育为主的普通民办高校。
成都东软学院的前身为2003年经四川省人民政府批准，教育部备案，东软集团投资成立的成都东软信息技术职业学院，2011年5月获教育部批准升格为「成都东软学院」，是四川省历史上第一所独立设置的民办本科院校。
成都东软学院位于中国道教文化圣地青城山山麓，占地面积52.7万平方米，是一所以工学为主，兼办管理学、语言学等学科专业的民办全日制本科院校，共开设25个本科和7个专科IT和泛IT专业。截至2020年1月，全日制在校生11095人，本科生10227人，本科生所占比例96.11%，在校留学生78人，专任教师481人，省部级高层次人才1人。

## 校园设施

### 图书馆
截至2020年1月，成都东软学院图书馆拥有馆藏纸质图书80多万册，电子图书和电子期刊达110多万册，以计算机、信息管理、动漫、艺术、多媒体等为重点并覆盖经济学、心理学等其它学科门类。

### 实验设施
学院建设了计算机、信息管理技术、数字媒体艺术等相关专业实验室79个，拥有四川省省级实验教学示范中心1个，以及智能硬件实验室、智能可穿戴实验室、物联网实验室、信息安全实验室、虚拟现实实验室、电视演播室、动作捕捉实验室、动画及非线编实验室、物流实验室、ERP实验室等众多的先进的专业实验室和校内、校外实验实训场地，另外建立有4A在线虚拟实验平台。

## 历史沿革[6]
- 2002年8月，成都东软信息技术职业学院在四川省成都市都江堰市青城山麓奠基，同时也是东软信息学院分院、东北大学网络学院分院、东北大学研究生院分院；
- 2003年11月，成为首批国家示范性软件职业技术学院；
- 2005年4月，成为国家紧缺型（信息类）人才培养基地；
- 2005年9月，成为国家火炬计划成都数字娱乐产业人才培训基地；
- 2008年5月12日，四川汶川发生8.0级大地震，成都东软学院距震中仅19公里，大地震造成了学院人员伤亡及校舍受损，在灾后重建期间，4600余名师生分别在辽宁大连和广东佛山进行异地复课；
- 2011年5月18日，教育部正式批准成都东软信息技术职业学院升格本科院校，并更名为成都东软学院；
- 2012年12月，首批入选四川省“卓越工程师教育培养计划”；
- 2012年12月，成立博士后创新实践基地；
- 2013年5月，入选教育部应用科技大学改革试点战略研究项目。
- 2015年5月，通过新建本科院校学士学位授予单位评估。

## 学校荣誉
- 首批国家示范性软件职业技术学院
- 国家紧缺型（信息类）人才培养基地
- 国家火炬计划成都数字娱乐产业人才培训基地
- 国家数字媒体技术产业化（人才培训）基地
- 中国软件名城（成都）人才培养基地
- 四川省博士后创新实践基地
- 四川省第一所独立设置的民办本科院校
- 首批入选四川省“卓越工程师教育培养计划”
- 2013年5月入选教育部“应用科技大学改革试点战略研究项目”
- 2005中国·华西教育品牌榜中榜四川教育品牌十强（高校类）
- 2006年度成都软件人才产销衔接先进培训机构
- 第一届媒体信赖的教育品牌评鉴影响中国西部的十大高校品牌（2005年）
- 四川省高等学校抗震救灾先进基层党组织
- 中国西部十大高校品牌（2008年）
- 中国软件行业协会教育与培训委员会会员单位
- 成都市软件行业协会理事单位
- 四川省计算机学会（第五届）常务理事单位
- 成都市人才工作“双争双创”活动人才开发示范单位
- 全国学校规范化管理示范单位
- 成都市服务外包人才培训机构
- 成都数字娱乐产业（人才培训）基地

## 院系设置
截止2020年7月，学院设置六系（计算机科学与工程系、信息与软件工程系、信息管理系、商务管理系、数字艺术系、应用外语系）二部（基础教学部、思想政治理论课教学部），共开设25个本科专业和7个专科专业。软件工程、电子商务、信息管理与信息系统专业入选四川省卓越工程师教育培养计划，网络工程、动画专业入选四川省“专业综合改革试点”，“网络工程实验教学中心”为2013年高等学校省级实验教学示范中心，软件工程、网络工程、动画专业入选2019年度“双万计划”省级一流本科专业建设点，已获批11个省级精品课程及17个省级重点支持专业项目。